# La Forteresse noire
Ne doit pas être confondu avec La Forteresse du mal.
Pour plus de détails, voir Fiche technique et Distribution.
La Forteresse noire (The Keep) est un film fantastique américano-britannique écrit et réalisé par Michael Mann et sorti en 1983. Il s'agit d'une adaptation du roman du même titre de 1981 de l'écrivain américain F. Paul Wilson.
Le film a connu de nombreux problèmes durant sa production notamment sur le budget et les effets spéciaux. Il en résulte un montage final rejeté par le réalisateur Michael Mann. Le film est par ailleurs un échec critique et commercial.

## Synopsis
En Roumanie, en avril 1941, une troupe de soldats allemands investit un petit village situé dans le col de Dinu. Le capitaine Klaus Woermann et ses hommes prennent possession de sa vieille forteresse, bien que son gardien mette en garde l'officier commandant la troupe sur une présence surnaturelle en son sein. Le bâtiment se présente selon une architecture inversée et semble, apparemment, plus protéger l'extérieur de son contenu, plutôt que de se protéger d'une intrusion. 108 croix en nickel sont accrochées sur les murs, à l'intérieur du bâtiment. Deux soldats, pensant qu'elles sont en argent, en détachent une, descellant ainsi une pierre du mur et libèrant une brume cachant une créature qui chaque nuit tue des soldats, en commençant par ceux qui ont descellé la pierre. Cela « appelle » un homme mystérieux, Glaeken Trismegestus, qui prend un bateau depuis Le Pirée pour se rendre sur place.
Une garnison composée de SS débarque en renfort. Son chef, le Sturmbannführer Erich Kaempffer, est un homme sans scrupule qui n'hésite pas à faire fusiller des villageois. Il prend le commandement, persuadé que la mort des Allemands est due à des partisans locaux. Découvrant une mystérieuse inscription qui confirmerait son intuition, l'officier SS fait appel à un professeur juif roumain infirme, le docteur Theodore Cuza, pour la traduire et le fait transférer, ainsi que sa fille Eva, depuis le camp d'extermination nazi où il avait été déporté.
Débarqué dans la forteresse avec sa fille, le Dr Cuza finit par pactiser avec la « créature » qui hante l'intérieur du bâtiment sans pouvoir en sortir. Le monstre, qui se présente comme le Golem des légendes juives, redonne force et vigueur au professeur fatigué et malade afin de gagner sa confiance et d'en faire un allié. Le scientifique, malgré les mises en garde du pope du village, décide ainsi d'agir contre l'occupant allemand et par la même occasion de libérer la « créature » de cette forteresse.
Au fond des sous-sols de la forteresse se cache un talisman qui, par sa force magique, empêche la « créature » d'en sortir : celle-ci a besoin d'un simple mortel au cœur pur pour retirer cet objet du bâtiment afin de la délivrer du maléfice. La « créature » extermine tous les soldats et SS installés dans la forteresse pour laisser le champ libre au professeur Cuza, qui commence cependant à douter de la bienveillance de son allié. Pendant ce temps, une autre créature venue de loin et possédant d'étranges pouvoirs s'installe à l'auberge du village. Va-t-elle intervenir et empêcher le maléfice de la forteresse de se répandre sur Terre ?

## Fiche technique
Sauf indication contraire, les informations mentionnées dans cette section peuvent être confirmées par la base de données cinématographiques IMDb,  présente dans la section « Liens externes ».
- Titre original : The Keep.
- Titre français : La Forteresse noire.
- Réalisation : Michael Mann.
- Scénario : Michael Mann, d'après le roman Le Donjon (The Keep) de Francis Paul Wilson.
- Musique : Tangerine Dream.
- Directeur de la photographie : Alex Thomson.
- Création des décors : John Box.
- Costumes : Anthony Mendleson.
- Création de Molasar : Enki Bilal.
- Producteurs : Gene Kirkwood et Hawk Koch.
  - Producteurs associés : Richard Brams, Gavin MacFadyen et Theresa Curtin.
  - Producteur délégué : Colin M. Brewer.
- Sociétés de production : Associated Capital, Capital Equipment Leasing et Paramount Pictures.
- Distribution : Paramount Pictures (Etats-Unis), Cinema International Corporation (France), Carlotta Films (ressortie France, 2025).
- Pays de production :  États-Unis et  Royaume-Uni.
- Budget estimé : 6 millions de dollars[1],[2].
- Durée : 96 minutes.
- Dates de sortie[3] :
  - États-Unis : 16 décembre 1983.
  - France : 2 mai 1984.
  - France : 14 mai 2025 (ressortie 4K en salles[4]).
- (fr) Mention CNC : tous publics (visa d'exploitation no 58613 délivré le 26 mars 1984)[5].
- Affiche : Jouineau Bourduge (France).

## Distribution
- Scott Glenn (VF : Jean-François Poron) : Glaeken Trismegestus.
- Ian McKellen (VF : François Chaumette) : le Dr Theodore Cuza.
- Alberta Watson : Eva Cuza.
- Jürgen Prochnow (VF : Michel Paulin) : le capitaine Klaus Woermann.
- Gabriel Byrne (VF : Jacques Thébault) : le major Kaempffer.
- Robert Prosky (VF : Roger Lumont) : le Père Fonescu.
- Rosalie Crutchley : Josefia.
- William Morgan Sheppard (VF : André Valmy) : Alexandru
- Frederick Warder (VF : Albert Augier) : le garde forestier.
- Wolf Kahler : un adjudant de la SS.
- Royston Tickner : Tomescu.
- Michael Carter : Radu Molasar.
- Phillip Joseph : Oster.
- John Vine : Lutz.
- Jona Jones : Otto.

## Production
Second long métrage du réalisateur sorti au cinéma (après Le Solitaire avec James Caan), La Forteresse Noire est à l'origine une adaptation du roman du même nom signé Francis Paul Wilson et paru en France sous le titre Le Donjon (éd. Presses de la Cité).
L'ambition de Michael Mann est de faire un film d'horreur ultra stylisé et philosophique qui exploite l'intrigue initiale pour livrer une parabole sur le mal absolu. Mais pour le réalisateur, l'aventure confinera au cauchemar. Un tournage interminable, entre les studios de Shepperton (pour les décors de la pièce principale du donjon) et le Pays de Galles, où le village roumain du film a été entièrement reconstitué au creux d'une carrière d'ardoise désaffectée. Il fait froid, il pleut et les prises de vue s'étalent sur un an, suite à d'innombrables problèmes techniques et à la maniaquerie de Michael Mann. Dans le Starfix hors série, tous les intervenants interviewés, de la comédienne Alberta Watson, qui incarne Eva, au chef opérateur Alex Thompson (Excalibur), témoignent de l'âpreté de l'expérience[réf. nécessaire].
Le superviseur des effets spéciaux visuels, Wally Veevers, décède pendant le tournage, ce qui entraîne des retards et des plans mal truqués. Le montage est également compliqué. Les producteurs finalisent une version courte de 90 minutes rejetée par le réalisateur, qui avait supervisé un montage initial d'une durée de 3h30[réf. nécessaire].

## Musique
Comme pour Le Solitaire, la musique du film est composée par le groupe allemand Tangerine Dream. On retrouve par ailleurs Puer Natus Est Nobis composé par Thomas Tallis vers 1554. L'album n'a jamais été édité à grande échelle en raison de conflits avec le studio producteur du film. Ainsi, plusieurs Bootlegs ont été vendus par des fans du film et du groupe. Néanmoins, en 2020, le box CD Pilots of Purple Twilight édité par Universal Music propose en dernier CD bonus l'album original de 1984 initialement prévu. En juillet 2021, pour la deuxième date du Disquaire Day, un vinyle a été édité[réf. nécessaire].
| 1.  | Puer Natus Est Nobis      | Thomas Tallis                                    | 3:09 |
| 2.  | Ancient Powerplant        | Edgar Froese                                     | 4:28 |
| 3.  | The Silver Seal           | Edgar Froese, Johannes Schmoelling               | 3:07 |
| 4.  | Voices from a Common Land | Edgar Froese, Chris Franke, Johannes Schmoelling | 4:06 |
| 5.  | Arx Allemand              | Edgar Froese                                     | 4:24 |
| 6.  | The Night in Romania      | Edgar Froese                                     | 3:15 |
| 7.  | Canzone                   | Edgar Froese, Johannes Schmoelling               | 2:51 |
| 8.  | Sign in the Dark          | Edgar Froese                                     | 4:19 |
| 9.  | Weird Village             | Edgar Froese, Johannes Schmoelling               | 3:23 |
| 10. | Love and Destiny          | Edgar Froese, Johannes Schmoelling               | 3:31 |
| 11. | The Challenger's Arrival  | Edgar Froese                                     | 4:32 |
| 12. | Supernatural Accomplice   | Edgar Froese                                     | 4:07 |
| 13. | Parallel Worlds           | Edgar Froese, Johannes Schmoelling               | 4:29 |
| 14. | Truth and Fiction         | Edgar Froese                                     | 2:52 |
| 15. | Wardays Sunrise           | Edgar Froese                                     | 3:20 |
| 16. | Heritage Survival         | Edgar Froese, Chris Franke, Johannes Schmoelling | 4:13 |

## Sortie et accueil

### Critique
La Forteresse noire rencontre un accueil négatif de la part de la critique des pays anglophones, recueillant 33 % d'avis favorables sur le site Rotten Tomatoes, basé sur quinze commentaires collectés et une note moyenne de 4⁄10 et un score moyen de 34⁄100 sur le site Metacritic, basé sur dix commentaires collectés.

### Box-office
La Forteresse noire est un échec commercial, totalisant seulement 4 218 594 $ de recettes sur le territoire américain, alors qu'il fut tourné pour un budget estimé à 6 millions. En France, le film passe également inaperçu, puisqu'il ne parvient à  réunir que 289 393 spectateurs.

### Vidéo et ressortie 4K
Le film a été édité en VHS mais n'est jamais sorti en DVD, que ce soit en France ou ailleurs. Il est disponible sur la plateforme Paramount+, ainsi qu'en vidéo à la demande sur Amazon et Netflix.
En mars 2025, il est annoncé que Carlotta Films va distribuer dans les salles françaises une version 4K du film, en mai 2025,.